# Мотидзуки, Рокуро
Рокуро Мотидзуки (яп. 望月六郎 Мотидзуки Рокуро, род. 5 сентября 1957 г.) — японский режиссёр, снимающий фильмы фильмы в жанре «пинку эйга», порнофильмы, а также обычные фильмы. Получил премию «Best Director Award» на кинофестивале «Yokohama Film Festival» за свои фильмы «Onibi» и «A Yakuza in Love».

## Биография

### Начало карьеры
Родился в 1957 году в токийском районе Синдзюку. Учился в университете Кэйо, но бросил его на первом курсе. Затем работал на низкооплачиваемых работах. После завершения учёбы в начале 1980-х годов недолгое время работал на компанию «Никкацу», которая тогда в основном снимала фильмы «Роман порно», который являлся поджанром «пинку эйга». Вследствие тяжёлого финансового положения «Никкацу», Мотидзуки вскоре опять остался без работы. Один из знакомых Рокуро Мотидзуки по «Image Forum» посоветовал ему заняться написанием сценариев, в 1983 году по написанному Мотидзуки сценарию режиссёром Гэндзи Накамурой был снят «пинку эйга» фильм «Virgin Rope Doll».
Мотидзуки продолжил работу с Накамурой в качестве сценариста и помощника режиссёра, например, он принимал участие в работе над двумя фильмами «пинку эйга» гомосексуальной тематики: «Beautiful Mystery: The Legend of Big Horn», в котором пародировалась ультраправая деятельность Юкио Мисимы, и «Our Season» (также известен как «Male Season»), в котором сыграл Тору Наканэ. В 1985 году Мотидзуки дебютировал как режиссёр, сняв в 1986 году для компании «Никкацу» «пинку эйга» мелодраму «Love Slave Doll: Make Me Come».

### Порнофильмы
В связи с распространением порнографии, жанр «пинку эйга» был всё менее интересен зрителям. В связи с этим Мотидзуки решил сменить жанр творчества, он основал компанию «E-Staff Union (イースタッフユニオン)» . Основной причиной этого был тот факт, что съёмки порнографии, в отличие от обычных фильмов, приносили деньги. По словам Мотидзуки, если он «хотел продолжать снимать их [фильмы], то выбор был такой: либо фильмы про секс, либо ничего». В 1987 году Рокуро Мотидзуки начал снимать фильмы для компании «Alice Japan», которая была основана в 1986 году как подразделение компании «Japan Home Video», занимающееся съёмками порнографии. В августе 1987 года Мотидзуки начал снимать для «Alice Japan» серию фильмов «Flashback» (フラッシュバック), к декабрю 1990 года он выпустил в рамках этой серии 30 фильмов, в одном из которых снялась Нао Саэдзима. В апреле 1990 года в другом фильме Мотидзуки «The Contrary Soap Heaven 5», произведённом для «Alice Japan», снялась Юмика Хаяси. Сотрудничество Рокуро Мотидзуки с «Alice Japan» продолжалось до 1991 года.

### Обычные фильмы
В 1991 году Мотидзуки снял фильм «Skinless Night». Главным героем фильма является режиссёр, ранее занимавшийся съёмками фильмов «пинку эйга», на момент действия фильма он снимает порнографию. Случайно найденный студенческий фильм вдохновляет режиссёра на попытку снять независимое кино. Фильмы хорошо принят на кинофестивалях, поэтому права на его распространение приобрела компания «Japan Home Video». В 1993 году Мотидзуки снял для компании «Daiei studio» фильм «The Wicked Reporter». Коммерческий успех фильма повлёк за собой съёмки двух сиквелов в 1994 и 1996 годах.

### Фильмы о яккудза
Во второй половине 1990-х годов Мотидзуки снял серию фильмов о якудза, которые считаются лучшими его фильмами. Часть этих фильмов были сняты в сотрудничестве с писателем Юкио Яманути, который однажды работал юридическим консультантом одного из синдикатов якудзы. Первым в этой серии фильмов стал выпущенный в 1995 году «Another Lonely Hitman», главным героем которого киллер якудзы, который борется с бандой, на которую он работал. На кинофестивале «Japanese Professional Movie Awards» фильм завоевал премию «the Best Film award», а Мотидзуки одержал победу в номинации «the Best Director award». В 1997 году Рокуро Мотидзуки снял фильм «Onibi» (также известен как «The Fire Within»), этот фильм считается лучшим из снятых Мотидзуки. Главным героем «Onibi» является стареющий якудза, который пытается начать нормальную жизнь . На 19-м кинофестивале «Yokohama Film Festival» «Onibi» получил премию «the Best Film award», также на этом кинофестивале Мотидзуки была присуждена премия «Best Director award» за «Onibi» и снятый в 1997 году фильм «A Yakuza in Love».

### Закат карьеры
В начале 1990-х годов, несмотря на успех своих обычных фильмов, Мотидзуки продолжал снимать также порнофильмы. Он снял для компании «Alice Japan» серию фильмов «Flash Paradise» (フラッシュパラダイス), в этих фильмах, помимо прочих, снялись Руи Сакураги, Ририа Ёсикава и Хитоми Сираиси. Также увлечённость Мотидзуки порнофильмами нашла отражение при съёмках вышедшего в 2000 году фильма «Currency and Blonde», в центре сюжета фильма находится японский преподаватель университета, который занимается садомазохистским сексом со своей американской любовницей. Критик Том Мес считает этот фильм началом упадка качества фильмов Мотидзуки. Большинство фильмов Мотидзуки, снятых в 2000-х годах, относились к жанру V-Cinema и выпускались сразу на кассетах, минуя кинотеатры. Единственным исключением стал снятый в 2000 году фильм «B-Grade Video Correspondent: AV Guy: Extraction Shop Ken», который получил премию «Best Film Award» на кинофестивале «Pink Grand Prix». В 2004 году Мотидзуки снял фильм «Kamachi», который посвящён судьбе молодого поэта и художника Камати Ямады, погибшего в возрасте 17 лет в результате несчастного случая. За основу фильма были взяты мемуары его матери, фильм критиковался за поверхностность и излишнюю романтизацию жизни Ямады.
После потери своей продюсерской компании и отмены ряда других проектов, Мотидзуки вернулся к съёмкам порнофильмов, он снимал их в сотрудничестве с компаниями Alice Japan и Max-A, в ряде его фильмов снялись актрисы Милк Итиго, Рёко Митакэ и Акихо Ёсидзава.
Вышедший в 2005 году фильм Мотидзуки снятый для компании «Toei» «Wet Red Thread» рассказывает о жизни двух проституток, сыгранных Саки Такаокой и Рэй Ёсии, которые пытаются начать новую жизнь . Через 3 года вышел фильм «Johnen: Love of Sada», посвящённый истории Сады Абэ, которая в целях получения эротического удовольствия задушила своего сексуального партнёра. В фильме Мотидзуки молодой фотограф становится одержим мыслями о замужней женщине по имени Сада (роль исполняет Ая Сугимото), по мере развития их отношений к фотографу постепенно возвращаются воспоминания об их совместной прошлой жизни.